# تاريخ العلوم والتقانة في الصين

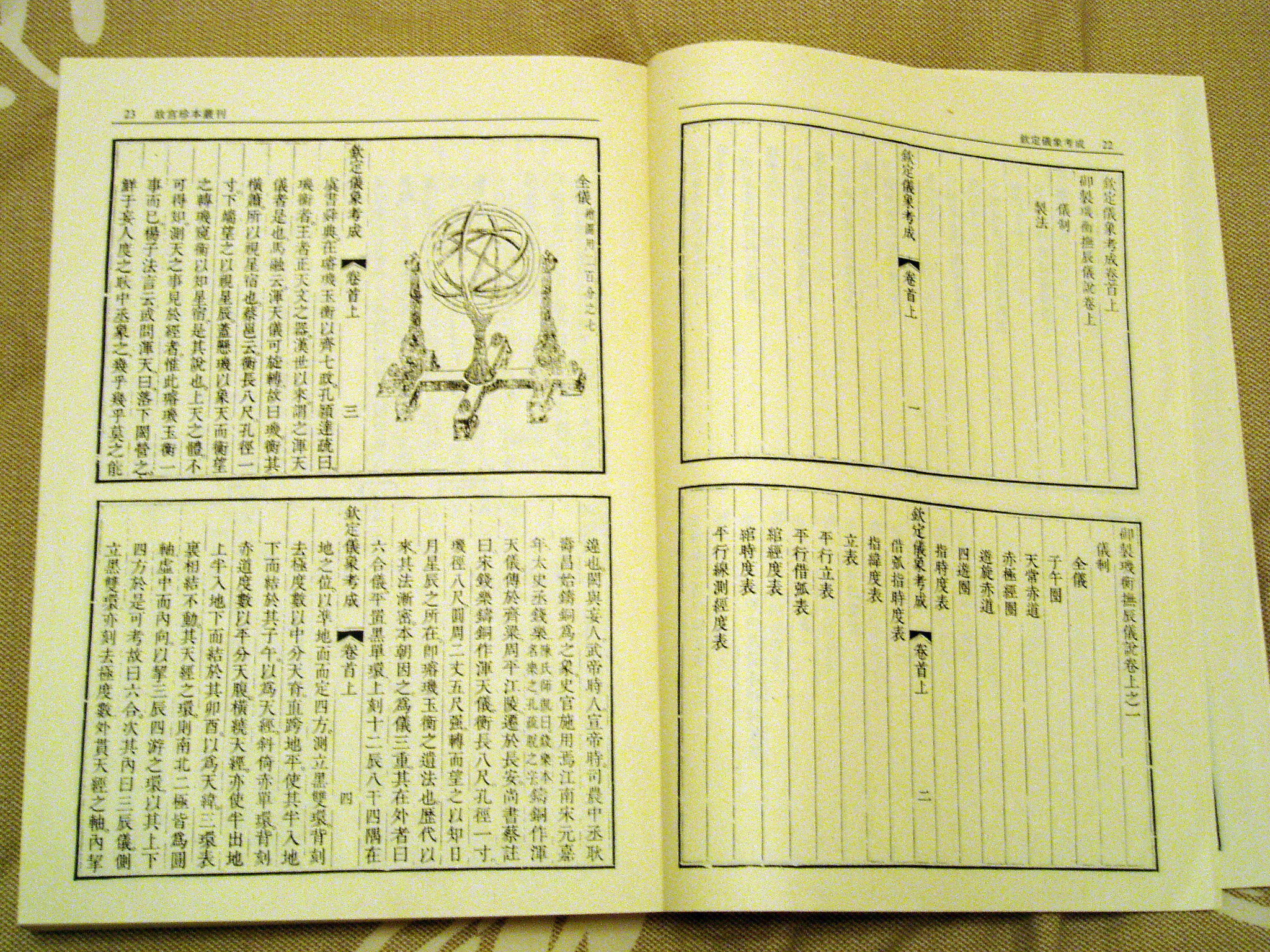
طريقة لعمل أجهزة للمراقبات الفلكية ترجع لعهد مملكة تشينغ.

كان تاريخ العلوم والتقنية في الصين طويلاً وغنيًا بالعديد من المساهمات العلمية والتقنية. قديمًا، ودونما تواصل مع الحضارات القديمة، قدّم الفلاسفة الصينيون العديد من المساهمات في الرياضيات وعلم الفلك. كما مارسوا الطب الصيني والوخز بالإبر والتداوي بالأعشاب.
كان أباكوس من أقدم المخترعين الصينيين، والذي ساهم باختراعات كان من أبرزها "ساعة الظل"، وفانوس كونغ مينغ. كما كانت الاختراعات الأربعة الكبرى والتي هي البوصلة والبارود وصناعة الورق والطباعة، من بين الاختراعات الصينية القديمة وقد كان عهد أسرة تانج (618-906) بالأخص، أزهى عصور الاختراع في الصين القديمة. وقد شهد عهد مملكة تشينغ،
تبادل كبير للاختراعات بين الشرق والغرب، كما لعبت الحملات اليسوعية في الصين في القرنين السادس عشر والسابع عشر الميلادي في نقل العلوم الغربية للصين والعلوم الصينية للغرب.
حقق العلماء والمهندسون الصينيون القدماء ابتكارات علمية هامة ونتائج وتطورات تكنولوجية عبر مختلف التخصصات العلمية بما في ذلك العلوم الطبيعية والهندسة والطب والتكنولوجيا العسكرية والرياضيات والجيولوجيا وعلم الفلك.
من بين أوائل الاختراعات كان المعداد، «ساعة الظل»، والعناصر الأولى مثل فوانيس كونغ مينغ. كانت الاختراعات الأربعة الكبرى: البوصلة والبارود وصناعة الورق والطباعة، من بين أهم التطورات التكنولوجية، عُرِفت في أوروبا بنهاية العصور الوسطى بعد 1000 عام. كانت فترة حكم سلالة تانغ (618-906 ميلادي) على وجه الخصوص فترة من الابتكار الكبير. حدث قدر كبير من التبادل بين الاكتشافات الغربية والصينية حتى عهد سلالة تشينغ الحاكمة.
أدخلت البعثات اليسوعيّة الصينية في القرنين السادس عشر والسابع عشر العلم الغربي وعلم الفلك إلى الصين، ثم خضعت لثورتها الخاصة، وجُلِبت المعرفة بالتكنولوجيا الصينية إلى أوروبا. في القرنين التاسع عشر والعشرين، كان إدخال التكنولوجيا الغربية عاملًا رئيسيًا في حداثة الصين. قام جوزيف نيدهام بالكثير من الأعمال الغربية المبكرة في تاريخ العلوم في الصين.

## علم العقاقير
كان هناك تقدم ملحوظ في الطب الصيني التقليدي خلال العصور الوسطى. كلّف الإمبراطور غوزونغ (حكم في الفترة من 649 إلى 683) من أسرة تانغ (618-907) التجمّع العلمي للمواد الطبية في عام 657 والذي وثّق 833 مادة طبية مأخوذة من الأحجار والمعادن والفلزات والنباتات والأعشاب والحيوانات والخضروات والفواكه ومحاصيل الحبوب. في كتاب علم العقاقير المصوّر «بينساو تجين»، لم يصنف الباحث الرسمي سو سونغ (1020–1101) الأعشاب والمعادن بشكل منهجي وفقًا لاستخداماتهم الصيدلانية وحسب، لكنّه اهتم أيضًا بعلم الحيوان. على سبيل المثال، قدم سو أوصافًا منهجية للأنواع الحيوانية والمناطق البيئية التي يمكن العثور عليها، مثل سرطان المياه العذبة إريشر سينينسيس الموجود في نهر هواي الذي يمر عبر آنهوي، في المجاري المائية القريبة من العاصمة، وكذلك الخزانات والمستنقعات في مقاطعة خبي.
يذكر محمد بن زكريا الرازي في عام 896، التقديم الشعبي لمختلف الأعشاب والأعواد الصينية في بغداد.

## المغناطيسية وعلم المعادن
يحتوي عمل شين كوو أيضًا المكتوب عام 1088 على أول وصف مكتوب لبوصلة الإبرة المغناطيسية، أول وصف في الصين لتجارب حجرة التصوير المظلمة، واختراع الطباعة المنقولة بواسطة الحِرَفي بي شنغ (990-1051)، وهي طريقة تزوير متكرر للحديد الصب تحت انفجار بارد مشابه لعملية بسمر الحديثة، والأساس الرياضي لعلم المثلثات الكروي الذي أتقنه بعد ذلك الفلكي والمهندس غوو شوجينغ (1231-1316). أثناء استخدام أنبوب رؤية ذو عرض مُحسّن لتصحيح موضع نجم القطب (الذي تحول مساره على مر القرون)، اكتشف شين مفهوم الشمال الحقيقي والانحراف المغناطيسي نحو القطب المغناطيسي الشمالي، وهو مفهومٌ من شأنه أن يساعد الملاحين في السنوات القادمة.
بالإضافة إلى الطريقة المماثلة لعملية بسمر المذكورة أعلاه، كانت هناك تطورات ملحوظة أخرى في علم المعادن الصينية خلال العصور الوسطى. خلال القرن الحادي عشر، تسبب نمو صناعة الحديد في إزالة الغابات على نطاق واسع بسبب استخدام الفحم في عملية الصهر. لعلاج مشكلة إزالة الغابات، اكتشف سونغ الصيني كيفية إنتاج فحم الكوك من الفحم القاري كبديل للفحم. على الرغم من أن المنفاخ الذي يعمل بالطاقة الهيدروليكية لتسخين فرن الصهر كُتب منذ اختراع دو شي في القرن الأول الميلادي، إلّا أن أول رسم توضيحي مطبوع له أثناء عمله موجود في كتابٍ كُتِب عام 1313 من قبل وانغ تشن (مواليد 1290–1333).
الركود العلمي والتكنولوجي
أحد الأسئلة التي كانت موضع جدل بين المؤرخين هو لماذا لم تطوِّر الصين ثورة علمية ولماذا سبقت تكنولوجيا أوروبا التكنولوجيا الصينية. اقتُرحت العديد من الفرضيات التي تتراوح من الثقافية إلى السياسية والاقتصادية. على سبيل المثال، جادل جون كي. فيربانك أنّ النظام السياسي الصيني كان معاديًا للتقدم العلمي. أمّا نيدهام، كتب أن العوامل الثقافية منعت الإنجازات الصينية التقليدية من التطور إلى ما يمكن تسميته «العلم». جعل إطار العمل الديني والفلسفي المثقفين الصينيين غير قادرين على الإيمان بأفكار قوانين الطبيعة:
لم يكن الأمر بسبب عدم وجود أي ترتيب في الطبيعة بالنسبة للصينيين، بل إنه ليس أمرًا يُجرى من قبل شخص عقلاني، وبالتالي لم يكن هناك قناعة بأن الأشخاص العقلانيين سيكونون قادرين على التوضيح بلغاتهم الأرضية الدونية القوانين الإلهية التي فُرِضَت قبل ذلك الوقت. في الواقع، سخر الطاويون من هذه الفكرة باعتبارها ساذجة للغاية بالنسبة لبراعة وتعقيد الكون كما أدركوه.
جادل مؤرخ آخر بارز في العلوم، ناثان سيڤين، بأن الصين لديها بالفعل ثورة علمية في القرن السابع عشر، لكننا غير قادرين على فهم الثورة العلمية التي حدثت فيها. يقترح سيڤين أننا بحاجة إلى النظر في التطور العلمي في الصين حسب شروطها الخاصة.
هناك أسئلة أيضًا حول الفلسفة الكامنة وراء الطب الصيني التقليدي، والتي تنبع جزئيًا من الفلسفة الطاوية، وتعكس الاعتقاد الصيني الكلاسيكي بأن التجارب الإنسانية الفردية تعبّر عن مبادئ سببية فعالة في البيئة على جميع المستويات. لأن نظريتها تسبق استخدام الطريقة العلمية، تلقّت انتقادات مختلفة بناءً على التفكير العلمي. اعتبر الفيلسوف روبرت تود كارول، عضو في جمعية المشككين، أن الوخز بالإبر هو علم زائف لأنه «يخلط بين الادعاءات الميتافيزيقية وتلك التجريبية».
شكك المؤرخون الأحدث في التفسيرات السياسية والثقافية وركزوا بدرجة أكبر على الأسباب الاقتصادية. يعتبر فخ التوازن عالي المستوى لمارك إلڤين أحد الأمثلة المعروفة لهذا الخط الفكري. يجادل أن عدد السكان الصينيين كان كبيرًا بدرجة كافية واليد العاملة رخيصة بدرجة كافية والإنتاجية الزراعية مرتفعة بما يكفي لعدم الحاجة إلى المكنات: كان الآلاف من العمال الصينيين قادرين تمامًا على أداء أيّ مهمة مطلوبة بسرعة. أحداث أخرى مثل هايجن وحروب الأفيون والكراهية الناتجة عن النفوذ الأوروبي، منعت الصين من الثورة الصناعية؛ سيكون من المستحيل نسخ تقدم أوروبا على نطاق واسع لفترة طويلة من الزمن. عدم الاستقرار السياسي في ظل حكم تسيشي (المعارضة والتذبذب المتكرر بين الحداثيين والمحافظين) والحروب الجمهورية (1911-1933) والحرب الصينية اليابانية (1933-1945) والحرب الشيوعية/القومية (1945-1949) وكذلك الثورة الثقافية اللاحقة عزلت الصين في أكثر الأوقات أهمية. طرح كينيث بوميرانز حجّة مفادها أن الموارد الكبيرة المأخوذة من العالم الجديد إلى أوروبا أحدثت فارقًا كبيرًا بين التنمية الأوروبية والصينية.
يفترض جاريد دياموند في كتابه «أسلحة جراثيم وفولاذ» أن الافتقار إلى الحواجز الجغرافية في معظم أنحاء الصين -بشكل أساسي سهل واسع ونهرين كبيرين صالحين للملاحة وخط ساحلي سلس نسبيًا- أدى إلى حكومة واحدة دون منافسة. في نزوة لحاكمٍ لم تعجبه الاختراعات الجديدة، كُبِتت التكنولوجيا لمدة نصف قرن أو أكثر. على النقيض من ذلك، أدت الحواجز التي فرضتها أوروبا على جبال البرانس وجبال الألب وشبه الجزر الصغيرة القابلة للدفاع (الدنمارك والدول الاسكندنافية وإيطاليا واليونان وغيرها) والجزر (بريطانيا وإيرلندا وصقلية وغيرها) إلى وجود منافسة مستمرة بين البلدان الصغيرة. في حال اختار الحاكم تجاهل التقدم العلمي (لاسيما التقدم العسكري أو الاقتصادي)، فإن جيرانه الأكثر تقدمًا سوف يغتصبون عرشه. ومع ذلك، فإنّ هذا التفسير يتجاهل حقيقة أن الصين كانت مجزّأة سياسيًا في الماضي، وبالتالي لم تكن متأصّلة بطبيعتها في التوحيد السياسي.